# Жуан Афонсу Телеш де Менезеш, 1-й граф де Барселуш
Жуан Афонсу Телеш де Менезеш, 1-й граф де Барселуш (порт. João Afonso Teles de Meneses, 1.º conde de Barcelos; ? — май 1304) — португальский и кастильский дворянин, 4-й сеньор де Альбуркерке, 1-й граф Барселуш (1298—1304).

## Биография

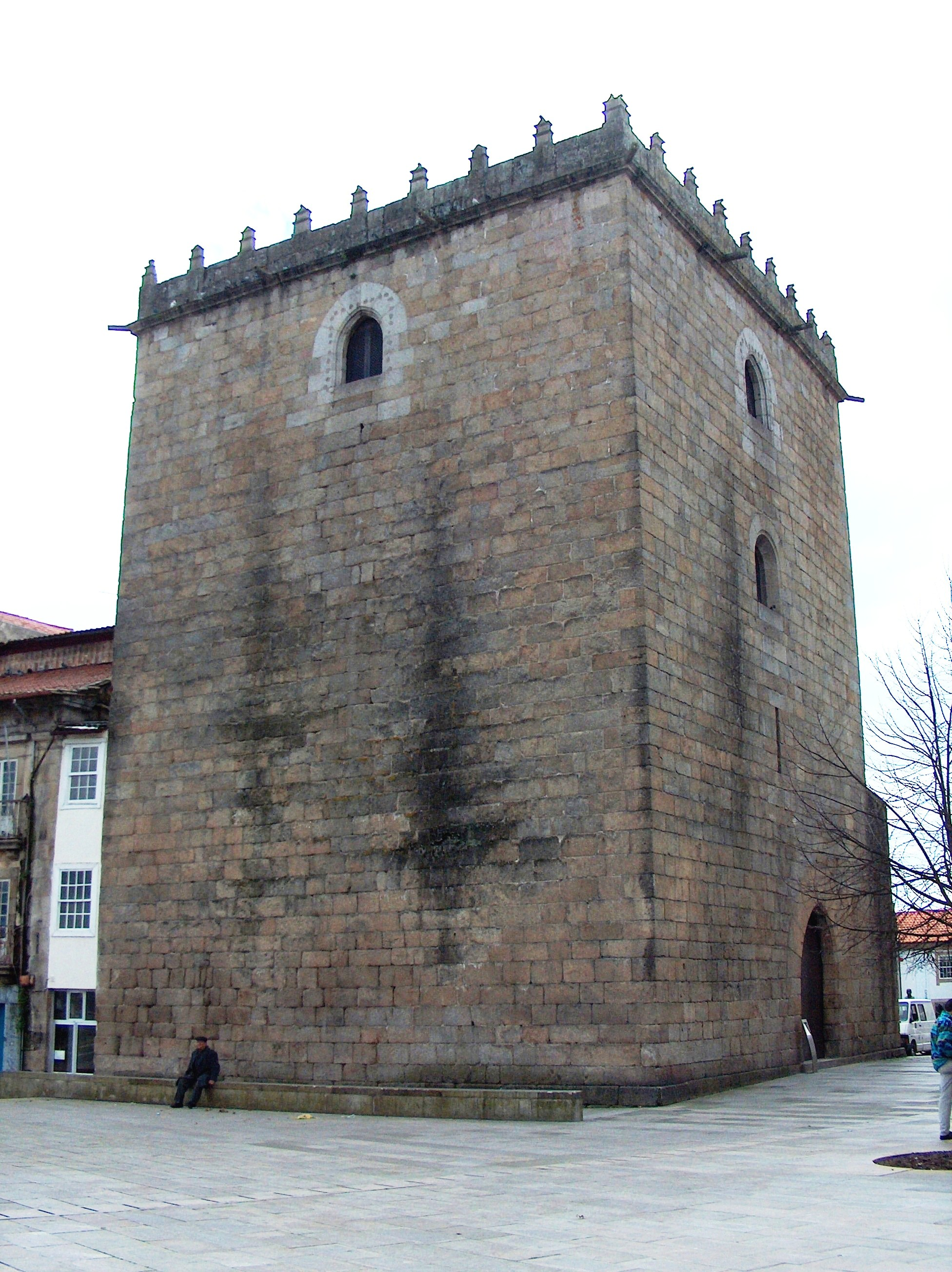
Торре да Порта-Нова в Барселуше (Португалия)

Жуан Афонсу Телеш был сыном Родриго Анеса де Менезеша, 3-го сеньора де Альбукерке, и Терезы Мартинс де Совероса, дочери Мартима Жиля де Соверосы и Инес Фернандес де Кастро. Его дедом и бабкой по отцовской линии были Жуан Афонсу Телеш, 2-й сеньор де Альбукерке, и его жена Эльвира Гонсалес Хирон .
Будучи кастильским и португальским дворянином, он вернулся в Португалию, на родину своих родителей, где служил королю Динишу в качестве его майордома (дворецкого)  и был уполномочен выполнять важные дипломатические миссии в качестве посла короля и доверенного советника. Будучи членом королевского совета, он подтвердил многие королевские хартии. В марте 1279 года он подтвердил фуэро Алфаятиш и в 1297 году сыграл ключевую роль в переговорах, предшествовавших подписанию договора в Альканьисесе.
Он был назван первым графом Барселуш 8 мая 1298 года королем Динишем, который в 1302 году назначил его послом в Кастилию. Он составил своё завещание 5 мая 1304 года и, вероятно, умер в том же месяце .

## Брак и дети
Жуан Афонсу Теллеш был женат на Терезе Санчес, незаконнорожденной дочери короля Кастилии и Леона Санчо IV. У супругов было две дочери:
- Тереза Мартинс Теллеш (? — после 1341), 5-я сеньора де Альбукерке. Супруга Афонсу Санчеса, незаконнорожденного сына короля Португалии Диниша и Альдонсы Родригес Тала[7]. Она и ее муж основали монастырь Санта-Клара в Вила-ду-Конде в 1318 году[8]. У них был один сын Жуан Афонсу де Альбукерке (1304—1354), майордом (дворецкий) короля Педро Жестокого, который подозревается в том, что он приказал отравить первого в 1354 году[9].
- Виоланта Санчес Теллеш (? — до ноября 1312)[5], жена Мартима Жиля де Риба де Визела, который был объявлен 2-м графом Барселуш 15 октября 1304 года[5] и занимал должность главного альфереса (знаменосца) короля Диниша[5].